# Новопоселковая улица (Москва)
Новопоселко́вая у́лица  (до 26 августа 1960 года — Первома́йская у́лица посёлка Новый) — улица, расположенная в Северо-Западном административном округе города Москвы на территории района Южное Тушино.

## История
Улица получила современное название 26 августа 1960 года по расположению на месте бывшего посёлка Новый, где называлась Первома́йская у́лица.

## Расположение
Новопоселковая улица проходит от Лодочной улицы на северо-восток до Нелидовской улицы, пересекая улицы Фабрициуса. Нумерация домов начинается от Лодочной улицы.

## Примечательные здания и сооружения
По нечётной стороне:
По чётной стороне:

## Транспорт

### Наземный транспорт
По Новопоселковой улице не проходят маршруты наземного общественного транспорта. У юго-западного конца улицы, на Лодочной улице, расположена остановка «Новопоселковая улица» трамвайного маршрута № 6, на улице Фабрициуса, у пересечения с Новопоселковой улицей, — остановка «Сходненская улица» автобуса № T и остановка «Улица Фабрициуса, д. 26» автобусов № 62, 678.

### Метро
- Станция метро «Сходненская» Таганско-Краснопресненской линии — севернее улицы, на пересечении Сходненской улицы и улицы Героев Панфиловцев с бульваром Яна Райниса и Химкинским бульваром